# Choi Cheol-han
Choi Cheol-han (최철한?, 崔哲瀚?, Choe Cheol-hanLR, Ch'oe Ch'ŏl-hanMR; [t͡ɕʰø̞ [t͡ɕʰʌ̹ ha̠n]; Buan, 12 marzo 1985) è un goista sudcoreano, 9 dan professionista.

## Biografia
Choi è diventato professionista all'età di 12 anni. Ha studiato go all'Accademia Kwon Kap Yong di Seoul, nella stessa scuola di Lee Se-dol. È diventato il secondo più giovane 9° dan della Corea, precedendo di soli 3 mesi Park Young-hoon.
Con Lee Se-dol, Park Young-Hoon e Song Tae-kon, ha formato la "nuova ondata" del go coreano, che ha spodestato Lee Chang-ho di diversi titoli.
Choi ha ottenuto buoni risultati anche nei titoli internazionali. Nel 2009 ha vinto la Ing Cup contro Lee Chang-ho. Nel 2010, ai XVI Giochi asiatici, ha vinto l'oro nella competizione a squadre e il bronzo in quella individuale.
Come Lee Se-dol e Park Young-hoon, Choi ha beneficiato del nuovo sistema di promozione. Sesto dan nel 2003, ha raggiunto rapidamente il grado di 7, 8 e 9° dan nel 2004, grazie alle vittorie nei titoli Guksu, Kisung e Chunwon (vinto 4 volte, record della manifestazione).

## Palmarès
| Nazionali          | Nazionali                | Nazionali                 |
| Torneo             | Vittorie                 | Finalista                 |
| ------------------ | ------------------------ | ------------------------- |
| Coppa KT           |                          | 1 (2002)                  |
| Chunwon            | 4 (2003-2004, 2010-2011) | 2 (2012-2013)             |
| Kisung             | 1 (2004)                 | 2 (2005, 2007)            |
| Guksu              | 3 (2004-2005, 2010)      | 3 (2006, 2011-2012)       |
| Electron-Land Cup  |                          | 1 (2005)                  |
| GS Caltex Cup      | 1 (2005)                 | 3 (2006, 2014-2015)       |
| KBS Cup            |                          | 1 (2006)                  |
| Maxim Cup          | 3 (2009-2010, 2015)      | 2 (2006, 2012)            |
| Siptan             | 1 (2012)                 |                           |
| Myungin            | 1 (2013)                 |                           |
| Totale             | 14                       | 15                        |
| Internazionali     |                          |                           |
| Tengen Cina-Corea  |                          | 4 (2004-2005, 2011, 2012) |
| Fujitsu Cup        |                          | 1 (2005)                  |
| Zhonghuan Cup      | 1 (2005)                 |                           |
| Ing Cup            | 1 (2009)                 | 1 (2005)                  |
| Totale             | 2                        | 6                         |
| Totale in carriera |                          |                           |
| Totale             | 16                       | 21                        |